# Taylor Ledge
Taylor Ledge är en bergstopp i Antarktis. Den ligger i Västantarktis. Chile gör anspråk på området. Toppen på Taylor Ledge är 2 846 meter över havet.
Terrängen runt Taylor Ledge är bergig österut, men västerut är den kuperad. Terrängen runt Taylor Ledge sluttar västerut. Trakten är obefolkad. Det finns inga samhällen i närheten. 